# (26739) Hemaeberhart
(26739) Hemaeberhart est un astéroïde de la ceinture principale.

## Description
(26739) Hemaeberhart est un astéroïde de la ceinture principale. Il fut découvert le 23 avril 2001 à Socorro (Nouveau-Mexique) par le projet LINEAR. Il présente une orbite caractérisée par un demi-grand axe de 2,24 UA, une excentricité de 0,17 et une inclinaison de 2,7° par rapport à l'écliptique.

## Compléments